# Campionati asiatici di badminton 2023
I Campionati asiatici di badminton 2023 si sono svolti a Dubai, negli Emirati Arabi Uniti, dal 25 al 30 aprile. È stata la 40ª edizione del torneo, organizzato dalla Badminton Asia.

## Podi
| Evento              | Oro                                   | Argento                   | Bronzo                                      |
| Singolare maschile  | Anthony Sinisuka Ginting              | Loh Kean Yew              | Lu Guangzu                                  |
| Singolare maschile  | Anthony Sinisuka Ginting              | Loh Kean Yew              | Kanta Tsuneyama                             |
| Singolare femminile | Tai Tzu-ying                          | An Se-young               | Akane Yamaguchi                             |
| Singolare femminile | Tai Tzu-ying                          | An Se-young               | Chen Yufei                                  |
| Doppio maschile     | Satwiksairaj Rankireddy Chirag Shetty | Ong Yew Sin Teo Ee Yi     | Takuro Hoki Yugo Kobayashi                  |
| Doppio maschile     | Satwiksairaj Rankireddy Chirag Shetty | Ong Yew Sin Teo Ee Yi     | Lee Yang Wang Chi-lin                       |
| Doppio femminile    | Yuki Fukushima Sayaka Hirota          | Baek Ha-na Lee So-hee     | Jongkolphan Kititharakul Rawinda Prajongjai |
| Doppio femminile    | Yuki Fukushima Sayaka Hirota          | Baek Ha-na Lee So-hee     | Mayu Matsumoto Wakana Nagahara              |
| Doppio misto        | Jiang Zhenbang Wei Yaxin              | Zheng Siwei Huang Yaqiong | Goh Soon Huat Shevon Jemie Lai              |
| Doppio misto        | Jiang Zhenbang Wei Yaxin              | Zheng Siwei Huang Yaqiong | Dejan Ferdinansyah Gloria Emanuelle Widjaja |

## Medagliere
| Posiz. | Nazione       | Oro | Argento | Bronzo | Totale |
| ------ | ------------- | --- | ------- | ------ | ------ |
| 1      | Cina          | 1   | 1       | 2      | 4      |
| 2      | Giappone      | 1   | 0       | 4      | 5      |
| 3      | Taipei cinese | 1   | 0       | 1      | 2      |
| 3      | Indonesia     | 1   | 0       | 1      | 2      |
| 5      | India         | 1   | 0       | 0      | 1      |
| 6      | Corea del Sud | 0   | 2       | 0      | 2      |
| 7      | Malaysia      | 0   | 1       | 1      | 2      |
| 8      | Singapore     | 0   | 1       | 0      | 1      |
| 9      | Thailandia    | 0   | 0       | 1      | 1      |
| Totale | Totale        | 5   | 5       | 10     | 20     |